# Glypta montana
Glypta montana là một loài tò vò trong họ Ichneumonidae.